# Jota Centauri
Alhakim eller Jota Centauri (ι Centauri, förkortat Jota Cen, ι Cen) som är stjärnans Bayerbeteckning, är en ensam stjärna belägen i den norra delen av stjärnbilden Kentauren. Den har en skenbar magnitud på 2,73 och är synlig för blotta ögat. Baserat på parallaxmätning inom Hipparcosuppdraget på ca 55,5 mas, beräknas den befinna sig på ett avstånd på ca 59 ljusår (ca 18 parsek) från solen.

## Nomenklatur
Jota Centauri har det traditionella namnet Alhakim, som betyder ”Den vise” och möjligen kommer från det arabiska namnet Kentaurus al-Hakeem (قنطورس الحكيم).

## Egenskaper
Jota Centauri är en blå till vit stjärna i huvudserien av spektralklass A2 V (kA15hA3mA3va) och är en stjärna som genererar energi genom fusion av väte i dess kärna. Den har en massa som är ca 2,5 gånger större än solens massa, en radie som är omkring dubbelt så stor som solens och utsänder från dess fotosfär ca 26 gånger mera energi än solen vid en effektiv temperatur på ca 8 600 K.
Jota Centauri har ett överskott av infraröd strålning vilket tyder på att den är omgiven av en stoftskiva, som är belägen inom en omloppsradie på sex astronomiska enheter från stjärnan. Stoftet är ovanligt lysande för en stjärna i denna ålder, vilket antyder att en del processer nyligen har ökat mängden stoft, såsom kollisioner mellan planetesimaler. Alternativt kan planetesimalerna i detta system ha ovanliga fysikaliska egenskaper. Från och med 2011 har sökning på planeter kring stjärna hittills varit utan framgång.
Jota Centauri ser ut att tillhöra den stellära kinematiska gruppen som kallas IC 2391. Det är en grupp av cirka 16 stjärnor med gemensam egenrörelse, som sannolikt härstammar från samma molekylära moln för minst 45 miljoner år sedan.